# Apamea kyushuensis
Apamea kyushuensis là một loài bướm đêm trong họ Noctuidae.